# Liste der Fahnenträger der Olympischen Sommerspiele 1964

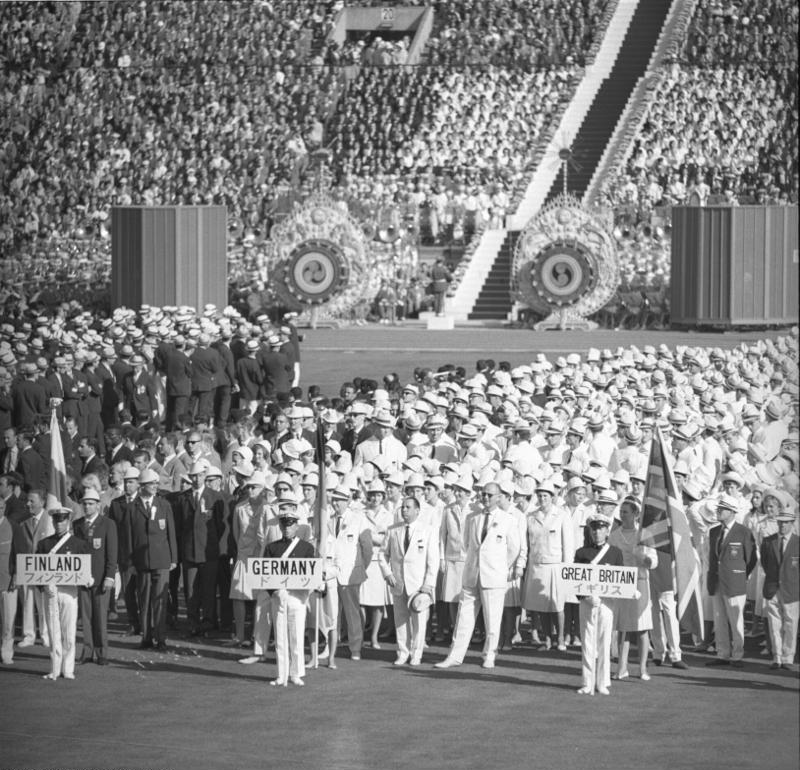
Ein Teil der Mannschaften bei der Eröffnungsfeier

Die Liste der Fahnenträger der Olympischen Sommerspiele 1964 führt die Fahnenträger bei der Eröffnungsfeier auf.
Beim Einmarsch der Nationen zogen Athleten aller teilnehmenden Länder ins Olympiastadion von Tokio ein. Bei der Eröffnungsfeier wurden die einzelnen Teams von einem Fahnenträger aus den Reihen ihrer Sportler oder Offiziellen angeführt, der entweder von ihrem jeweiligen Nationalen Olympischen Komitee (NOK) oder von den Athleten selbst bestimmt wurde.

## Reihenfolge
Der griechischen Mannschaft wurde traditionell der Platz an vorderster Stelle gewährt, ein Sonderstatus, der aus der Ausrichtung der antiken und ersten Spiele der Moderne in Griechenland herrührt. Japan marschierte als Gastgebernation zuletzt ein. Die anderen Länder betraten das Stadion in alphabetischer Reihenfolge in der Sprache der Gastgebernation, in diesem Fall also Japanisch. Diese Reihenfolge entspricht sowohl der Tradition als auch den Statuten des Internationalen Olympischen Komitees (IOK).

## Liste der Fahnenträger
Nachfolgend führt eine Liste die Fahnenträger der Eröffnungsfeier aller teilnehmenden Nationen auf, sortiert nach der Abfolge ihres Einmarsches. Die Liste ist zudem sortierbar nach ihrem Staatsnamen, nach Mannschaftskürzel, nach Anzahl der Athleten, nach dem Nachnamen des Fahnenträgers und dessen Sportart.

### Nach Nationen
| Abfolge | Nationalmannschaft            | Japanischer Name     | Transliteration       | Kürzel | Athleten | Fahnenträger             | Sportart                   |
| ------- | ----------------------------- | -------------------- | --------------------- | ------ | -------- | ------------------------ | -------------------------- |
| 1       | Griechenland                  | ギリシャ             | Girisha               | GRE    | 18       | Georgios Marsellos       | Leichtathletik             |
| 2       | Afghanistan                   | アフガニスタン       | Afuganisutan          | AFG    | 8        | Mohammad Ebrahimi        | Ringen                     |
| 3       | Algerien                      | アルジェリア         | Arujeria              | AGR    | 1        | Mohamed Lazhari          | Turnen                     |
| 4       | Argentinien                   | アルゼンチン         | Aruzenchin            | ARG    | 102      | Jeanette Campbell        | Offizielle                 |
| 5       | Australien                    | オーストラリア       | Ōsutoraria            | AUS    | 243      | Ivan Lund                | Fechten                    |
| 6       | Österreich                    | オーストリア         | Ōsutoria              | AUT    | 56       | Hubert Hammerer          | Schießen                   |
| 7       | Bahamas                       | バハマ               | Bahama                | BAH    | 11       |                          |                            |
| 8       | Belgien                       | ベルギー             | Berugī                | BEL    | 61       | Gaston Roelants          | Leichtathletik             |
| 9       | Bermuda                       | バミューダ           | Bamyūda               | BER    | 4        | Chummy Hayward           | Offizieller                |
| 10      | Bolivien                      | ボリビア             | Boribia               | BOL    | 1        | Fernando Inchauste       | Kanu                       |
| 11      | Brasilien                     | ブラジル             | Burajiru              | BRA    | 61       | Wlamir Marques           | Basketball                 |
| 12      | Britisch-Guayana              | イギリス領ギアナ     | Igirisu-ryō Giana     | GUI    | 1        | Joe Allí-Shaw            | Offizieller                |
| 13      | Bulgarien                     | ブルガリア           | Burugaria             | BUL    | 63       | Enjo Waltschew           | Ringen                     |
| 14      | Birma                         | ビルマ               | Biruma                | BUR    | 11       |                          |                            |
| 15      | Kambodscha                    | カンボジア           | Kambojia              | CAB    | 13       |                          |                            |
| 16      | Kamerun                       | カメルーン           | Kamerūn               | CMR    | 1        | David Njitock            | Leichtathletik             |
| 17      | Kanada                        | カナダ               | Kanada                | CAN    | 115      | Gilmour Boa              | Schießen                   |
| 18      | Ceylon                        | セイロン             | Seiron                | CEY    | 6        | Ravi Jayewardene         | Schießen                   |
| 19      | Tschad                        | チャド               | Chado                 | CHD    | 2        |                          |                            |
| 20      | Chile                         | チリ                 | Chiri                 | CHI    | 14       | Aquiles Gloffka          | Fechten Moderner Fünfkampf |
| 21      | Kolumbien                     | コロンビア           | Koronbia              | COL    | 20       | Emilio Echeverri         | Fechten                    |
| 22      | Kongo-Brazzaville             | コンゴ               | Kongo                 | CGO    | 2        |                          |                            |
| 23      | Costa Rica                    | コスタリカ           | Kosutarika            | COS    | 2        |                          |                            |
| 24      | Kuba                          | キューバ             | Kyūba                 | CUB    | 27       | Ernésto Varona           | Gewichtheben               |
| 25      | Tschechoslowakei              | チェコスロバキア     | Chekosurobakia        | CZS    | 104      | Karel Klečka             | Turnen                     |
| 26      | Dänemark                      | デンマーク           | Denmāku               | DEN    | 60       | Henning Wind             | Segeln                     |
| 27      | Dominikanische Republik       | ドミニカ共和国       | Dominika Kyōwakoku    | DOM    | 1        | Alberto Torres           | Leichtathletik             |
| 28      | Äthiopien                     | エチオピア           | Echiopiya             | ETH    | 12       | Abebe Bikila             | Leichtathletik             |
| 29      | Finnland                      | フィンランド         | Finrando              | FIN    | 89       | Eugen Ekman              | Turnen                     |
| 30      | Frankreich                    | フランス             | Furansu               | FRA    | 138      | Michel Macquet           | Leichtathletik             |
| 31      | Gesamtdeutsche Mannschaft     | ドイツ               | Doitsu                | EUA    | 337      | Ingrid Engel-Krämer      | Wasserspringen             |
| 32      | Ghana                         | ガーナ               | Gāna                  | GHA    | 33       |                          |                            |
| 33      | Großbritannien                | イギリス             | Igirisu               | GBI    | 204      | Anita Lonsbrough         | Schwimmen                  |
| 34      | Hongkong                      | 香港                 | Honkon                | HKG    | 39       |                          |                            |
| 35      | Ungarn                        | ハンガリー           | Hangarī               | HUN    | 182      | Gergely Kulcsár          | Leichtathletik             |
| 36      | Island                        | アイスランド         | Aisurando             | ICE    | 4        | Valbjörn Þorláksson      | Leichtathletik             |
| 37      | Indien                        | インド               | Indo                  | IND    | 53       | Gurbachan Singh Randhawa | Leichtathletik             |
| 38      | Iran                          | イラン               | Iran                  | IRN    | 62       | Nosratollah Shahmir      | Offizieller                |
| 39      | Irak                          | イラク               | Iraku                 | IRQ    | 13       |                          |                            |
| 40      | Irland                        | アイルランド         | Airurando             | IRL    | 25       | John Lawlor              | Leichtathletik             |
| 41      | Israel                        | イスラエル           | Isuraeru              | ISR    | 10       | Gideon Ariel             | Leichtathletik             |
| 42      | Italien                       | イタリア             | Itaria                | ITA    | 168      | Giuseppe Delfino         | Fechten                    |
| 43      | Elfenbeinküste                | コートジボワール     | Kōto Jibowāru         | IVC    | 9        |                          |                            |
| 44      | Jamaika                       | ジャマイカ           | Jamaika               | JAM    | 21       |                          |                            |
| 45      | Kenia                         | ケニア               | Kenia                 | KEN    | 37       | Seraphino Antao          | Leichtathletik             |
| 46      | Südkorea                      | 韓国                 | Kankoku               | KOR    | 154      |                          |                            |
| 47      | Libanon                       | レバノン             | Rebanon               | LEB    | 5        |                          |                            |
| 48      | Liberia                       | リベリア             | Riberia               | LBR    | 1        | Wesley Johnson           | Leichtathletik             |
| 49      | Libyen                        | リビア               | Ribia                 | LYA    | 1        | Suliman Fighi Hassan     | Leichtathletik             |
| 50      | Liechtenstein                 | リヒテンシュタイン   | Rihitenshutain        | LIC    | 2        | Alois Büchel             | Leichtathletik             |
| 51      | Luxemburg                     | ルクセンブルク       | Rukusenburugu         | LUX    | 12       | Josy Stoffel             | Turnen                     |
| 52      | Madagaskar                    | マダガスカル         | Madagasukaru          | MAG    | 3        |                          |                            |
| 53      | Malaysia                      | マレーシア           | Marēshia              | MAL    | 61       | Kuda Ditta               | Leichtathletik             |
| 54      | Mali                          | マリ                 | Mari                  | MLI    | 2        |                          |                            |
| 55      | Mexiko                        | メキシコ             | Mekishiko             | MEX    | 94       | Fidel Negrete            | Leichtathletik             |
| 56      | Monaco                        | モナコ               | Monako                | MON    | 1        | Joseph Asso              | Offizieller                |
| 57      | Mongolei                      | モンゴル             | Mongoru               | MGL    | 21       | Ch. Naydan               | Offizieller                |
| 58      | Marokko                       | モロッコ             | Morokko               | MRC    | 20       |                          |                            |
| 59      | Nepal                         | ネパール             | Nepāru                | NEP    | 6        | Ram Prasad Gurung        | Boxen                      |
| 60      | Niederlande                   | オランダ             | Oranda                | NLD    | 125      | Anton Geesink            | Judo                       |
| 61      | Niederländische Antillen      | オランダ領アンティル | Oranda-ryō Antiru     | NAN    | 4        |                          |                            |
| 62      | Neuseeland                    | ニュージーランド     | Nyūjīrando            | NZL    | 64       | Peter Snell              | Leichtathletik             |
| 63      | Niger                         | ニジェール           | Nijēru                | NGR    | 1        | Issaka Daboré            | Boxen                      |
| 64      | Nigeria                       | ナイジェリア         | Naijeria              | NGA    | 18       |                          |                            |
| 65      | Nordrhodesien                 | 北ローデシア         | Kita-Rōdeshia         | NRH    | 12       | Trevor Haynes            | Leichtathletik             |
| 66      | Norwegen                      | ノルウェー           | Noruwē                | NOR    | 26       | Harald V.                | Segeln                     |
| 67      | Pakistan                      | パキスタン           | Pakisutan             | PAK    | 41       | Manzoor Hussain Atif     | Hockey                     |
| 68      | Panama                        | パナマ               | Panama                | PAN    | 10       | Lorraine Dunn            | Leichtathletik             |
| 69      | Peru                          | ペルー               | Perū                  | PER    | 31       |                          |                            |
| 70      | Philippinen                   | フィリピン           | Firipin               | PHI    | 47       | Manfredo Alipala         | Boxen                      |
| 71      | Polen                         | ポーランド           | Pōrando               | POL    | 140      | Waldemar Baszanowski     | Gewichtheben               |
| 72      | Portugal                      | ポルトガル           | Porutogaru            | POR    | 20       | Fernando Costa Matos     | Judo                       |
| 73      | Puerto Rico                   | プエルトリコ         | Puertoriko            | PUR    | 32       | Rolando Cruz             | Leichtathletik             |
| 74      | Rhodesien                     | ローデシア           | Rōdeshia              | RHO    | 29       | Lloyd Koch               | Hockey                     |
| 75      | Rumänien                      | ルーマニア           | Rūmania               | RUM    | 138      | Aurel Vernescu           | Kanu                       |
| 76      | Senegal                       | セネガル             | Senegaru              | SGL    | 12       |                          |                            |
| 77      | Spanien                       | スペイン             | Supein                | SPA    | 51       | Eduardo Dualde           | Hockey                     |
| 78      | Schweden                      | スウェーデン         | Suwēden               | SWE    | 94       | William Hamilton         | Reiten                     |
| 79      | Schweiz                       | スイス               | Suisu                 | SWI    | 66       | Peter Laeng              | Leichtathletik             |
| 80      | Taiwan                        | 中華民国             | Chūka Minkoku         | TWN    | 40       | Yang Chuan-kwang         | Leichtathletik             |
| 81      | Tanganjika                    | タンガニーカ         | Tanganīka             | TAN    | 4        |                          |                            |
| 82      | Thailand                      | タイ                 | Tai                   | THA    | 54       | Katesepswasdi Bhakdikul  | Leichtathletik             |
| 83      | Trinidad und Tobago           | トリニダード・トバゴ | Torinidādo Tobago     | TRT    | 13       | Wendell Mottley          | Leichtathletik             |
| 84      | Tunesien                      | チュニジア           | Chunijia              | TUN    | 9        | Slaheddine Baly          | Offizieller                |
| 85      | Türkei                        | トルコ               | Toruko                | TUR    | 23       | Çetin Şahiner            | Leichtathletik             |
| 86      | Uganda                        | ウガンダ             | Uganda                | UGA    | 13       |                          |                            |
| 87      | Vereinigte Arabische Republik | アラブ連合共和国     | Arabu Rengō Kyōwakoku | RAU    | 73       |                          |                            |
| 88      | Uruguay                       | ウルグアイ           | Uruguai               | URU    | 23       |                          |                            |
| 89      | Vereinigte Staaten            | アメリカ             | Amerika               | USA    | 346      | Parry O’Brien            | Leichtathletik             |
| 90      | Sowjetunion                   | ソビエト             | Sobieto               | URS    | 317      | Juri Wlassow             | Gewichtheben               |
| 91      | Venezuela                     | ベネズエラ           | Benezuera             | VEN    | 16       | Téodoro Capriles         | Schwimmen                  |
| 92      | Südvietnam                    | ベトナム             | Betonamu              | VET    | 16       |                          |                            |
| 93      | Jugoslawien                   | ユーゴスラビア       | Yūgosurabia           | YUS    | 75       | Miroslav Cerar           | Turnen                     |
| 94      | Japan                         | 日本                 | Nihon                 | JPN    | 328      | Makoto Fukui             | Schwimmen                  |

### Nach Sportarten
| Sportart           | Nationen | Anzahl |
| ------------------ | --- | ------ |
| Basketball         | Brasilien | 1      |
| Boxen              | Nepal – Niger – Philippinen | 3      |
| Fechten            | Australien – Chile – Italien – Kolumbien | 4      |
| Gewichtheben       | Kuba – Polen – Sowjetunion | 3      |
| Hockey             | Pakistan – Rhodesien – Spanien | 3      |
| Judo               | Niederlande – Portugal | 2      |
| Kanu               | Bolivien – Rumänien | 2      |
| Leichtathletik     | Äthiopien – Belgien – Dominikanische Republik – Frankreich – Griechenland – Indien – Irland – Island – Israel – Kamerun – Kenia – Liberia – Libyen – Liechtenstein – Malaysia – Mexiko – Neuseeland – Nordrhodesien – Panama – Puerto Rico – Schweiz – Sowjetunion – Taiwan – Thailand – Trinidad und Tobago – Türkei – Ungarn | 27     |
| Moderner Fünfkampf | Chile | 1      |
| Reiten             | Schweden | 1      |
| Ringen             | Afghanistan – Bulgarien | 2      |
| Schießen           | Ceylon – Kanada – Österreich | 3      |
| Schwimmen          | Großbritannien – Japan – Venezuela | 3      |
| Segeln             | Dänemark – Norwegen | 2      |
| Turnen             | Algerien – Finnland – Jugoslawien – Luxemburg – Tschechoslowakei | 5      |
| Wasserspringen     | Gesamtdeutsche Mannschaft | 1      |
| Offizieller        | Argentinien – Bermuda – Britisch-Guayana – Iran – Marokko – Mongolei – Tunesien | 7      |
| unbekannt          | Bahamas – Birma – Costa Rica – Elfenbeinküste – Ghana – Hongkong – Irak – Jamaika – Kambodscha – Kongo-Brazzaville – Libanon – Madagaskar – Mali – Marokko – Niederländische Antillen – Nigeria – Peru – Senegal – Südkorea – Südvietnam – Tanganjika – Tschad – Uganda – Uruguay – Vereinigte Arabische Republik              | 25     |